# Liste des édifices labellisés « Architecture contemporaine remarquable » du Finistère
Cet article recense les édifices labellisés « Architecture contemporaine remarquable » du Finistère, en France.
Le label « Architecture contemporaine remarquable » remplace depuis 2016 l'ancien label « Patrimoine du XXe siècle ». Il ne prend en compte que des édifices de moins de 100 ans à la date de labellisation, et qui ne sont pas protégés comme monuments historiques.
Au début 2024, le Finistère compte 6 édifices ainsi labellisés.

## Liste
| Monument                                                        | Commune                              | Adresse                               | Coordonnées                        | Notice     | Date | Illustration                                          |
| --------------------------------------------------------------- | ------------------------------------ | ------------------------------------- | ---------------------------------- | ---------- | ---- | ----------------------------------------------------- |
| Immeuble d'habitation                                           | Brest                                | 24 boulevard Gambetta                 | 48° 23′ 20″ nord, 4° 28′ 50″ ouest | ACR0001475 | 2020 | Image manquante Téléverser                            |
| Village de vacances Renouveau                                   | Fouesnant                            | Hent Ty Nod Beg-Meil                  | 47° 51′ 19″ nord, 4° 00′ 47″ ouest | ACR0000256 | 2006 | Image manquante Téléverser                            |
| Maison Petton                                                   | Plougastel-Daoulas                   |                                       | 48° 22′ 30″ nord, 4° 24′ 14″ ouest | ACR0000257 | 2006 | Image manquante Téléverser                            |
| Pont Albert-Louppe                                              | Plougastel-Daoulas Le Relecq-Kerhuon |                                       | 48° 23′ 15″ nord, 4° 23′ 59″ ouest | ACR0000258 | 2000 | Pont Albert-Louppe                                    |
| Magasin de commerce Ty-Dibab (actuellement restaurant)          | Quimper                              | 39 boulevard de l'Amiral-de-Kerguélen | 47° 59′ 44″ nord, 4° 06′ 01″ ouest | ACR0000259 | 2000 | Magasin de commerce Ty-Dibab(actuellement restaurant) |
| Chapelle d'ursulines de l'institution Notre-Dame de Kerbertrand | Quimperlé                            | 154 rue de Pont-Aven                  | 47° 52′ 21″ nord, 3° 33′ 49″ ouest | ACR0000260 | 2006 | Image manquante Téléverser                            |